# Kleinia
Kleinia là một chi thực vật có hoa thuộc họ Asteraceae.

## Danh sách loài
Chi này có các loài sau:
- Kleinia abyssinica (A.Rich.) A.Berger
- Kleinia amaniensis (Engl.) A.Berger
- Kleinia anteuphorbium (L.) Haw.
  - Cacalia anteuphorbium L.
  - Senecio anteuphorbium (L.) Sch. Bip.
- Kleinia breviflora C.Jeffrey
- Kleinia caespitosa Thulin
- Kleinia cephalophora Compton
- Kleinia cliffordiana (Hutch.) C.D.Adams
- Kleinia curvata Thulin
- Kleinia dolichocoma C.Jeffrey
- Kleinia fulgens Hook.f.
- Kleinia galpinii Hook.f.
- Kleinia gracilis Thulin
- Kleinia grantii (Oliv. & Hiern) Hook.f.
- Kleinia gregorii (S.Moore) C.Jeffrey
- Kleinia gypsophila J.-P.Lebrun & Stork
- Kleinia implexa (P.R.O.Bally) C.Jeffrey
- Kleinia isabellae Dioli & Mesfin
- Kleinia kleiniiformis(Suess.) Boom.
  - Senecio kleiniiformis Suess.
- Kleinia kleinioides (Sch.Bip.) M.Taylor
- Kleinia leptophylla C.Jeffrey
- Kleinia longiflora DC.
  - Senecio longiflorus (DC.) Sch.Bip.
- Kleinia lunulata (Chiov.) Thulin
- Kleinia madagascariensis (Humbert) P. Halliday
- Kleinia mweroensis (Baker) C.Jeffrey
- Kleinia negrii Cufod.
- Kleinia neriifolia Haw.
  - Senecio kleinia Less.
- Kleinia nogalensis (Chiov.) Thulin
- Kleinia odora (Forssk.) DC.
- Kleinia ogadensis Thulin
- Kleinia oligodonta C.Jeffrey
- Kleinia patriciae C.Jeffrey
- Kleinia pendula (Forssk.) DC.
- Kleinia petraea (R.E.Fr.) C.Jeffrey
  - Notonia petraea R. E. Fr.
  - Senecio jacobsenii G. D. Rowley
- Kleinia picticaulis (P.R.O.Bally) C.Jeffrey
- Kleinia sabulosa Thulin
- Kleinia schwartzii L.E.Newton
- Kleinia schweinfurthii (Oliv. & Hiern) A.Berger
- Kleinia scottii (Balf.f.) P.Halliday
  - Senecio scottii Balf.f
- Kleinia scottioides C.Jeffrey
- Kleinia squarrosa Cufod.
- Kleinia stapeliiformis (E.Phillips) Stapf
- Kleinia tortuosa Thulin
- Kleinia triantha Chiov.
- Kleinia tuberculata Thulin
- Kleinia vermicularis C.Jeffrey

It used to contain the following species:
- Senecio articulatus (L. f.) Sch. Bip.
  - Kleinia articulata (L. f.) Haw.
- Senecio radicans (L. f.) Sch. Bip.
  - Kleinia radicans Haw. ex DC.
- Porophyllum ruderale subsp. ruderale
  - Kleinia ruderalis Jacq.
- Stevia selloi (Spreng.) B. L. Rob.
  - Kleinia selloi Spreng

## Hình ảnh

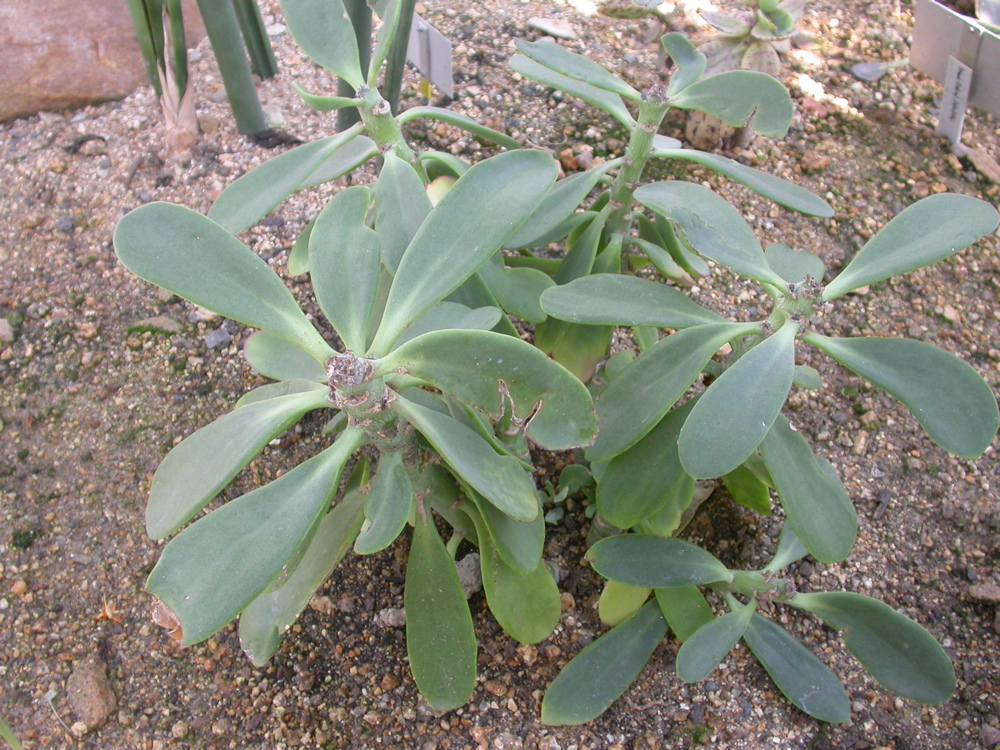
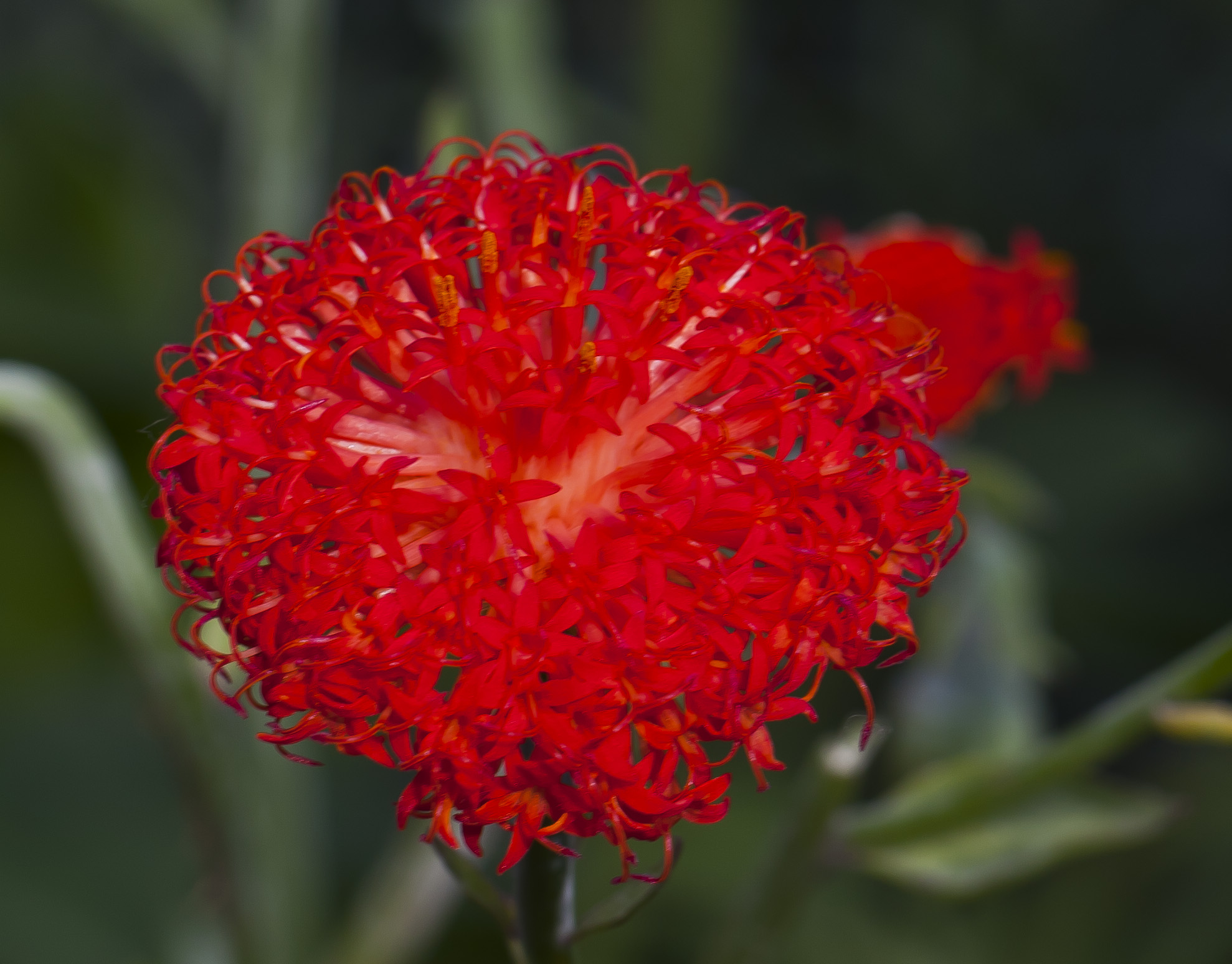
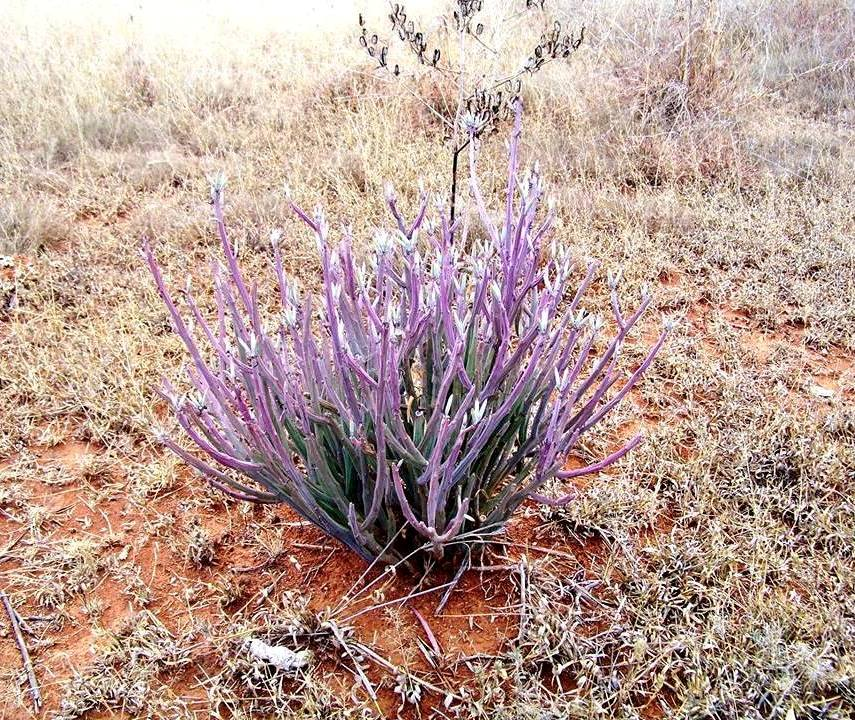
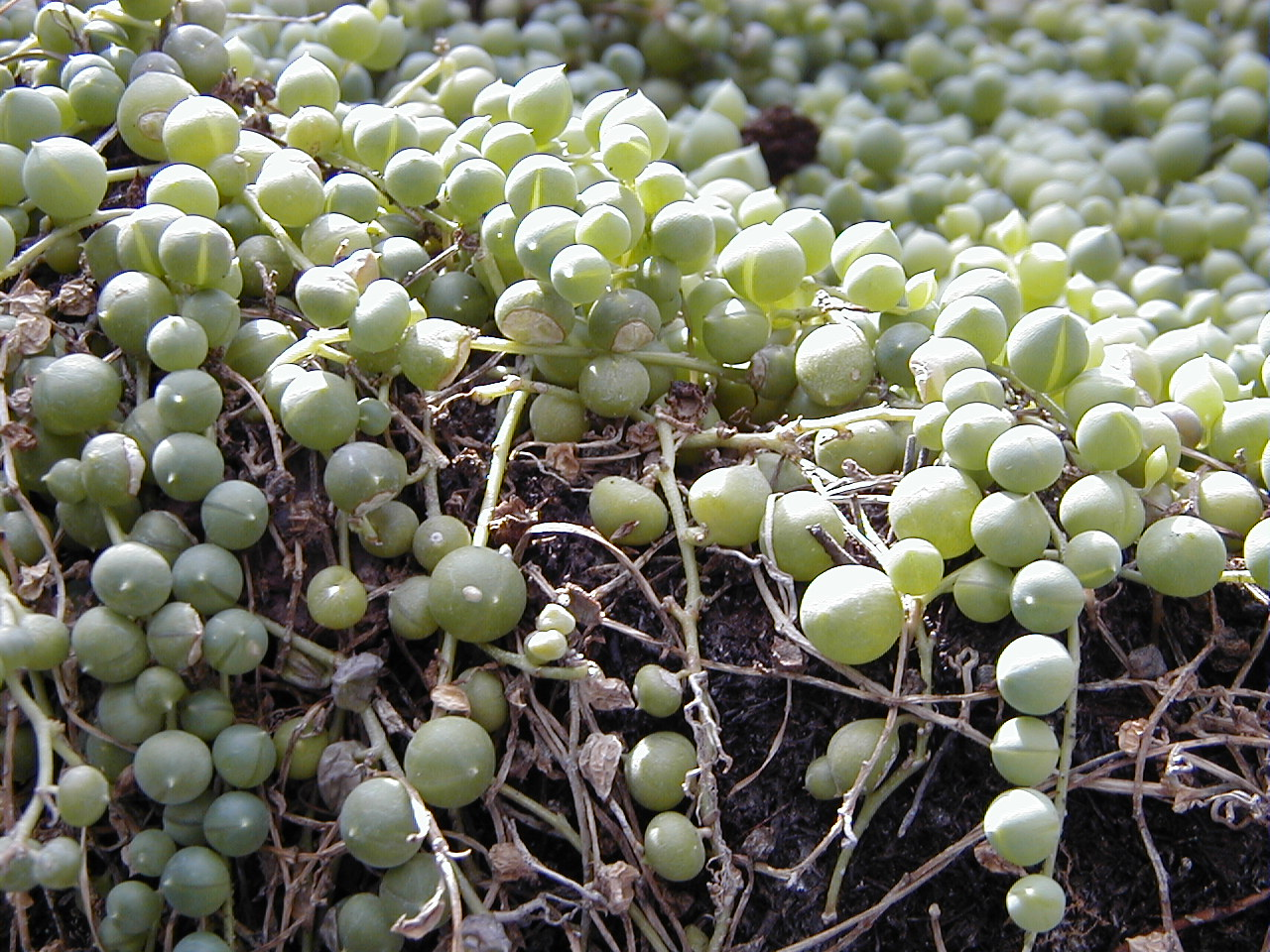